# J&T Banka

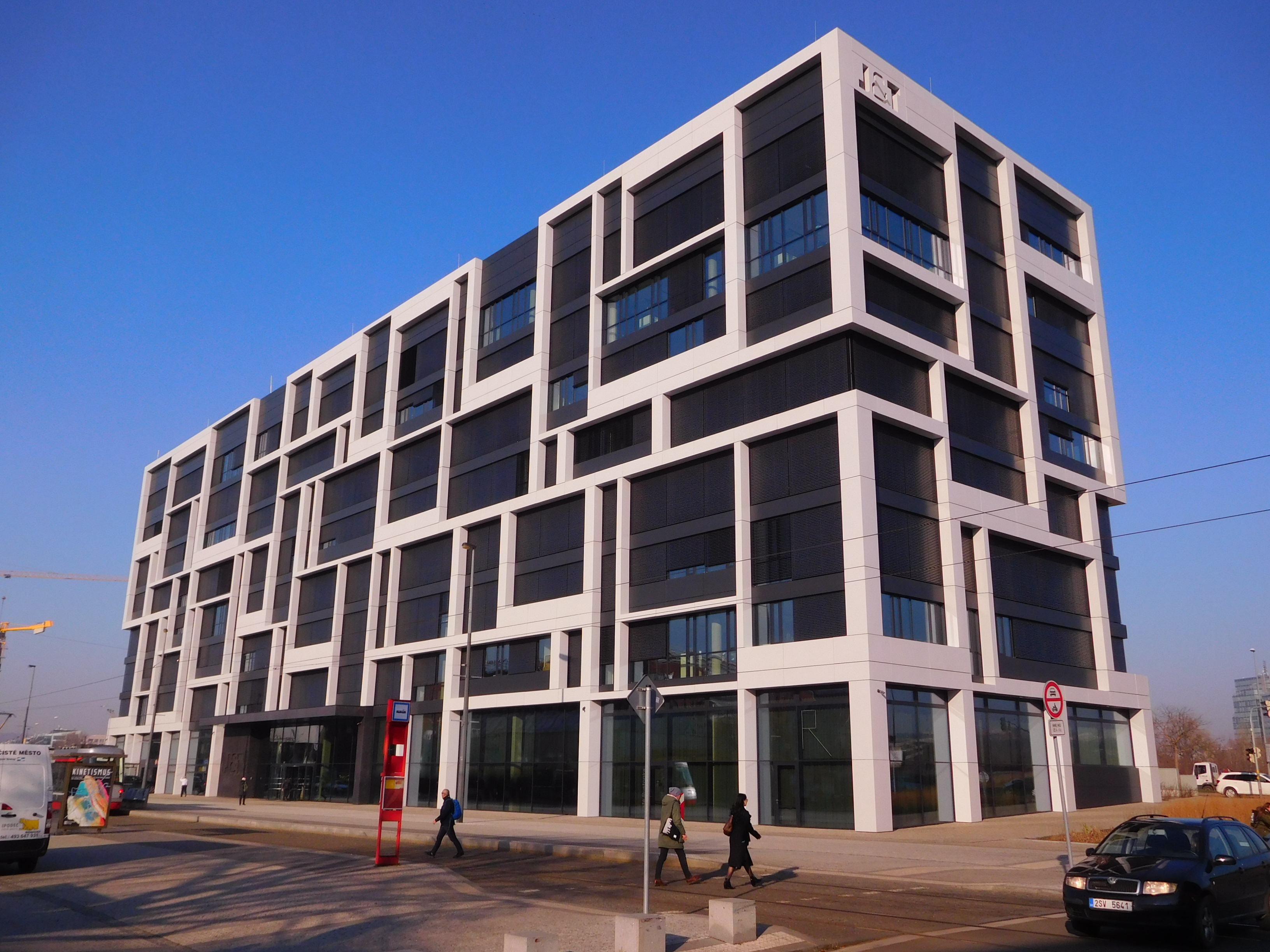
Hoofdkantoor

J&T Banka N.V. is een Tsjechische bank. De bank maakt deel uit van de van oorsprong Tsjechisch-Slowaakse J&T Finance Group die deelnemingen heeft in ondernemingen in verschillende sectoren, bijvoorbeeld de financiële dienstverlening en het bankwezen. Middels de investeringsmaatschappij J&T Private Equity heeft de bank ook deelnemingen in de energiesector, het gezondheidswezen, de vastgoedbranche en de media- en sportwereld.
Met de overname van Podnikatelská Banka in Praag, deed J&T Banka in 1998 zijn intrede in het Tsjechische bankwezen. Eind juni 2014 noteerde de bank een balanstotaal van meer dan 4,5 miljard euro (125 miljard Tsjechische kronen). J&T Banka behoort daarmee tot de grootste particuliere bank in de Tsjechische markt. De J&T Finance Group beheert bankkantoren in Slowakije, Rusland en Kroatië. Ook de Tsjechische voetbalclub Sparta Praag behoort tot de portefeuille.
De afgelopen jaren is de operationele winst van deze bank continue gestegen. Over het eerste half jaar van 2014 bedroeg deze 37,3 miljoen euro (1.030 miljoen Tsjechische kronen). Dit betekent op jaarbasis een stijging van 47% ten opzichte van het vorige jaar. Voor dezelfde periode kon J&T Banka een nettowinst van 33,8 miljoen euro (934 miljoen Tsjechische kronen) noteren.
J&T Banka neemt deel aan het Tsjechische depositogarantiestelsel door bij te dragen aan het Tsjechische depositogarantiefonds (Fond pojištění vkladů). Dit fonds beheert reserves ter hoogte van één miljard euro (stand per 31 december 2013).